# Pruvotfolia rochebruni
Pruvotfolia rochebruni is een slakkensoort uit de familie van de Facelinidae. De wetenschappelijke naam van de soort is voor het eerst geldig gepubliceerd in 2002 door Ortea, Moro & Caballer.